# 康達效應

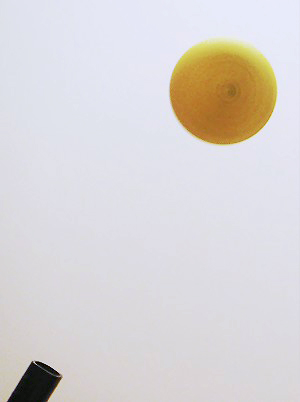
旋轉的乒乓球因為康達效應而悬浮在空中：球停留在氣流的下緣，氣壓梯度力與重力相抵銷，而讓球維持平衡高度。

康達效應（英語：Coandă effect）即附壁效應，又譯宽德效應、柯恩達效應，指射流附着在凸面上的倾向。
當射流流过曲面时，流体（水流或气流）与它流过的物体表面之间有表面摩擦，近物体表面的流体流速会减缓，近面流體離開原本的流動方向，改為隨著凸出的物體表面流動之傾向，並使周圍远面流體逸入此一噴流中；流體流速的减缓和移動方向的改變（流線彎曲）使得噴流外界的壓力（大氣壓力）大於噴流內側和曲面交界處的壓力，导致噴流依附在曲面壁流動。
噴流的附壁效應，會使曲面壁上的壓力小於噴流外界的大氣壓力，產生向曲面壁的附壁吸力（Coandă force）。
“康達”指的是羅馬尼亞發明家亨利·科安德。科安德意識到這種效應的潛在應用，並發明了一架特殊的飛機科安德-1910。

## 發現
1800年，湯瑪士·楊格在一場皇家學會的演講中，提出了對康達效應的描述：

使蠟燭火焰往風管的氣流靠攏的側壓，與氣流通過障礙物時產生彎折的壓力，很可能是一樣的原理所造成。如果把一股氣流在水面吹起的漣漪做標記，並且在氣流的側邊放置一個凸面體，可以發現氣流往凸面體的方向彎折了；如果凸面體是可以自由移動的話，還能發現它稍微往氣流移動。

一百年後，亨利·科安德在他的科安德-1910型飛機實驗中應用了這個效應。

## 示範實驗
康達效應可以用小氣流柱和乒乓球來示範。將吸塵器的管口往上傾斜一個角度，使氣流從乒乓球上表面附近通過，當氣流強度適中時，乒乓球的重力和其所受氣壓梯度力將可以平衡、讓球浮在半空中。一個對康達效應常見的誤解是水龍頭的水通過湯匙背面時，湯匙會被拉進水流中的這個現象也屬於康達效應。與乒乓球的例子不同之處，在於水流和湯匙是在不同的相態中(液態和氣態)，逸入水流的空氣其實相當稀少。湯匙之所以會往水流靠攏主要是表面張力的作用。康達效應的例子還有：在一根點燃的蠟燭前放置罐子，對罐子吹氣，氣流可以將罐子後方的蠟燭吹熄。

## 在空气动力学中的应用
附壁作用是大部分飛機機翼的主要運作原理。附壁作用的突然消失是飛機失速的主要原因。
部分飛機特別使用引擎吹出的氣流來增加附壁作用，用以提高昇力。美國波音的YC-14 及前蘇聯的安-72都是把噴射發動機裝在機翼上方的前面，配合襟翼，吹出的氣流可以提高低速時機翼的升力。波音C-17环球霸王III亦有透過附壁作用增加升力，但所產生的升力較少。
直昇機的「無尾旋翼」（英語：NOTAR）技術，亦是透過吹出空氣在機尾引起附壁作用，造成推力平衡主旋翼产生的反扭矩。